# Frédéric Soyez
Pour les articles homonymes, voir Soyez.
Frédéric Soyez, né le 11 février 1978, est un joueur français de hockey sur gazon  devenu par la suite entraîneur.

## Biographie
Frédéric Soyez joue depuis sa petite enfance dans le club de hockey sur gazon de Valenciennes, puis rejoint en 1995 le Lille Métropole Hockey Club. Il y reste neuf saisons, remportant la Coupe d'Europe des clubs champions en salle en 1997 (à Budapest), cinq titres de champion de France (1997, 1999, 2000, 2001 et 2003), et huit titres de champion de France en salle (1996, 1997, 1998, 2000, 2001, 2002, 2003, et 2004). 
Il part ensuite en Espagne en 2004, où il évolue durant cinq saisons sous les couleurs du Campo Villa de Madrid, avec lequel il remporte en 2005 la Supercoupe d'Europe et la Coupe du Roi. 
En équipe de France de hockey sur gazon, il compte 196 sélections (record) et 195 buts. Il termine 3e de la Coupe du monde de hockey en salle en 2003 à Leipzig, compétition dont il fut déclaré meilleur buteur et meilleur joueur.
Il arrête sa carrière de joueur en 2009, et se reconvertit comme entraîneur du Lille MHC. 
En 2011, il devient en parallèle de son poste lillois sélectionneur de l'équipe de France de hockey sur gazon.
Il quitte son poste d'entraîneur du Lille MHC en juin 2014 puis de sélectionneur de l'équipe de France en juillet. 
Il entraîne l'Équipe nationale d'Espagne de 2014 à 2021. Avec l'équipe d'Espagne il participe à 2 olympiades à Rio en 2016 et Tokyo en 2021, une Coupe du Monde en 2018 en Inde et 2 championnats d'Europe en 2019 (finaliste) et 2021. 
Il est entraîneur de l'équipe de France et directeur de la performance pour la Fédération française de hockey de 2021 à 2024. Il dirige l'équipe lors de la Coupe du Monde 2023 en Inde, le championnat d'Europe 2023 et les Jeux olympiques de Paris 2024.   
Il est nommé entraîneur et directeur technique du Servette le 04 février 2025